# Campylocheta grisea
Campylocheta grisea är en tvåvingeart som beskrevs av Hiroshi Shima 1985. Campylocheta grisea ingår i släktet Campylocheta och familjen parasitflugor. Inga underarter finns listade i Catalogue of Life.